# Arboa integrifolia
Arboa integrifolia je biljka iz porodice Passifloraceae, roda Arboa. Raste kao grm i stablo u šumama i šikarama. Endemska je vrsta s Madagaskara. Raste u provincijama Antsiranani, Fianarantsoi, Mahajangi i Toliari. Područja gdje je zaštićena su Andohahela, Ankarafantsika i Zombitsy-Vohibasia. Važne lokacije na kojima raste je šumski kompleks Daraina. Odgovaraju joj suhi, subaridni i subhumidni bioklimatski uvjeti na visinama do 1000 metara.
Sinonimi za ovu biljku su:
- Paropsia integrifolia Claverie
- Piriqueta integrifolia (Claverie) Capuron
- Piriqueta mandrarensis Humbert

Bazionim je Paropsia integrifolia Claverie, a ostale kombinacije za bazionim su:
- Erblichia integrifolia (Claverie) Arbo
- Piriqueta integrifolia (Claverie) Capuron